# Королёв, Иван Сергеевич
Ива́н Серге́евич Королёв (род. 12 октября 1942, Енисейск) — советский и российский экономист, доктор экономических наук (1988), профессор (1989), член-корреспондент РАН (31.03.1994), заместитель директора, заведующий отделом глобальных экономических проблем и внешнеэкономической политики ИМЭМО РАН, заместитель председателя экспертного совета ВАК по экономическим наукам, председатель диссертационного совета ИМЭМО.

## Биография
- 1965 — окончил Московский государственный институт международных отношений МИД СССР.
- 1965—1969 — работал в Отделе цен Валютного управления Министерства внешней торговли СССР.
- 1969—1975 — в Научно-исследовательском конъюнктурном институте МВТ СССР.
- 1975—1978 — старший научный сотрудник Института мировой экономики и международных отношений АН СССР.
- 1978—1986 — зав. сектором валютных проблем Института мировой экономики и международных отношений АН СССР.
- 1986-апрель 1991 — заместитель директора ИМЭМО.
- 1991 — советник Совета Безопасности СССР.
- 1992—1993 — член Коллегии Министерства внешнеэкономических связей РФ.
- 1994—2000 — зав. кафедрой международных валютно-кредитных отношений МГИМО.
- 1991 — март 2013 — заместитель директора ИМЭМО РАН.
- с март 2013а — советник РАН.

Доктор экономических наук (1988), профессор (1989), член-корреспондент РАН (31.03.1994).

## Основные работы
- Мировая экономика: тенденции 90-х годов. М.: Наука, 1999 (И. С. Королев — ответственный редактор);
- Мировая экономика: глобальные тенденции за 100 лет. М.: Экономистъ, 2003 (И. С. Королев — редактор).